# Aspidiotus myoporii
Aspidiotus myoporii är en insektsart som beskrevs av Lidgett 1898. Aspidiotus myoporii ingår i släktet Aspidiotus och familjen pansarsköldlöss. Inga underarter finns listade i Catalogue of Life.